# Pelajaran I
Pelajaran I is een bestuurslaag in het regentschap Kaur van de provincie Bengkulu, Indonesië. Pelajaran I telt 411 inwoners (volkstelling 2010).